# Korsholm
Korsholm (fiń. Mustasaari) – gmina w Finlandii, położona w zachodniej części kraju, należąca do regionu Ostrobotnia. Miasto Vaasa zostało założone w 1606 roku na terenie parafii Korsholm i dziś gmina otacza miasto (stanowiące osobną gminę) ze wszystkich stron. Ma charakter wiejski. Centrum administracyjne gminy znajduje się w Smedsby (fiń. Sepänkylä).
Most Replot – najdłuższy w kraju, łączący wyspę Replot ze stałym lądem – znajduje się na terenie gminy. 
W 1909 r. urodził się tu duchowny luterański i botanik Gustav Kvist.